# Ижбердинский сельсовет
Ижбердинский сельсовет — муниципальное образование в Кугарчинском районе Башкортостана.
Административный центр — деревня Сапыково.

## История
Согласно Закону о границах, статусе и административных центрах муниципальных образований в Республике Башкортостан имеет статус сельского поселения.
Закон Республики Башкортостан от 29.12.2006 г. № 404-З «О внесении изменений в административно-территориальное устройство Республики Башкортостан в связи с объединением, упразднением, изменением статуса населенных пунктов и переносом административных центров», ст. 1, п. 5 постановил:
Перенести административный центр Ижбердинского сельсовета Кугарчинского района из села Каран в деревню Сапыково.

## Население
| 2002 | 2009 | 2010 | 2012 | 2013 | 2014 | 2015 |
| ---- | ---- | ---- | ---- | ---- | ---- | ---- |
| 561  | ↘504 | ↘456 | ↘434 | ↘419 | ↘400 | ↘387 |
| 2016 | 2017 | 2018 |      |      |      |      |
| ↘375 | ↗380 | →380 |      |      |      |      |

## Состав сельского поселения
| № | Населённый пункт | Тип населённого пункта          | Население |
| - | ---------------- | ------------------------------- | --------- |
| 1 | Сапыково         | деревня, административный центр | ↘187      |
| 2 | Ижбердино        | село                            | ↘150      |
| 3 | Каран            | село                            | ↘119      |

## Известные уроженцы
- Ибрагим Кыпсак (1895 — 27 сентября 1937) — башкирский писатель, деятель Башкирского национального движения[11].